# Caso Toonen contra Australia

Mapa de Australia, con el Estado de Tasmania en rojo.

El Caso Toonen contra Australia fue un asunto conocido por el Comité de Derechos Humanos de las Naciones Unidas la referencia al proceso es Caso N.º 488/1992, como consecuencia de una denuncia del residente tasmano Nicholas Toonen el 4 de abril de 1994. El caso dio lugar a la derogación de las últimas leyes contra la sodomía australianas, cuando el Comité determinó que las prácticas sexuales consentidas entre adultos y en privado estaban protegidas por el concepto de “vida privada” del artículo 17 del Pacto Internacional de Derechos Civiles y Políticos (PIDCP), que prohíbe las injerencias arbitrarias del Estado en la vida privada de las personas.

## Descripción de los hechos
En 1991 el señor Toonen envió una queja al Comité de Derechos Humanos basada en las leyes tasmanas que criminalizaban el sexo consentido entre varones adultos en privado. La queja estaba fundada en los derechos recogidos en el PIDCP, en particular, el derecho a la vida privada (artículo 17), y el derecho a igual trato y protección de la ley (artículo 26).
Como resultado de su queja ante el Comité, el señor Toonen perdió su trabajo en el Consejo contra el Sida de Tasmania, ya que el gobierno de ese Estado australiano amenazó con retirar el financiamiento al Consejo, a menos que Toonen fuera despedido.
El 31 de marzo de 1994 el Comité de Derechos Humanos resolvió que las secciones 122 (a) y (c) y 123 código penal de Tasmania suponía una infracción a los artículos 17 y 26 del Pacto Internacional de Derechos Civiles y Políticos y, por ende, un incumplimiento de las obligaciones de Australia como estado parte del PIDCP. En respuesta a la determinación del Comité, Australia derogó los artículos del código penal de Tasmania que criminalizaban las relaciones sexuales consentidas entre homosexuales.